# Maria Baers
Maria Gabriella Baers, née à Anvers, le 20 septembre 1883 et décédée à Bruxelles le 30 décembre 1959 est une femme politique belge et une des grandes figures du féminisme chrétien. Travailleuse sociale à l'origine, elle s'engage dans le syndicalisme, devient sénatrice et membre de plusieurs organisations internationales. Elle est la fondatrice du Kristelijke Arbeiders Vrouwenbeweging (KAV, Mouvement des femmes chrétiennes ouvrières).
Elle consacre sa vie à améliorer l'accès des femmes à l'éducation, leurs conditions de travail, leur accès à la santé et l'hygiène et revendique la reconnaissance de la valeur économique du travail de ménagère.

## Famille
Maria Baers est née dans une famille de commerçants en marchandises coloniales. Elle perd ses deux parents à un âge précoce et doit prendre en charge l'éducation de sa sœur cadette Margriet et de ses deux jeunes frères Joris et Eduard (procureur de la Couronne à Anvers pendant la Seconde Guerre mondiale).

## Études
Maria Baers passe ses études moyennes « chez les Sœurs de Notre Dame »d'Anvers. Afin de parfaire « son éducation intellectuelle », elle va également suivre de temps en temps des cours sociaux dispensés par le « Volksverein für das katholische Deutschland à Mönchen-Gladbach ».
Ensuite, elle étudie la philosophie à l'Institut Saint-Louis de Bruxelles. Après ses années de candidature, elle étude les sciences sociales à l'Université de Fribourg en Suisse.
En 1908, elle commence à travailler comme assistante sociale pour les travailleurs d'Anvers. Elle s'engage auprès des travailleuses de la paroisse Saint-Michel à Anvers et acquiert une expérience syndicale dans les syndicats de femmes. Elle condamne fermement les mauvaises conditions de vie et de travail des ouvriers.

## Engagements

### Engagement politique

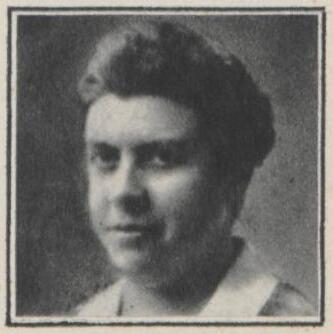
Maria Baers

Après la Première Guerre mondiale, le régime électoral change grâce à une longue négociation entre les trois partis traditionnels du pays dont les socialistes qui réclament le suffrage universel masculin ce qui fait que les catholiques imposent en contrepartie le suffrage communal des femmes. Pourtant les mentalités ont peu évolué quant aux grandes discriminations sexuées. Après de longs débats, les catholiques parviennent à inscrire dans la Constitution, que le vote législatif des femmes pourra être obtenu par une loi à la majorité spéciale des deux tiers ce qui permettra d’obtenir le suffrage féminin pour les élections communales. Davantage amendements proposés sont pris au sérieux et discutés notamment la division du corps électoral selon le sexe de l’individu, entre hommes et femmes séparés.
Par contre, les femmes sont éligibles à tous les niveaux ce qui a permis à Maria Baers, en 1936, d’être cooptée par le parti catholique au Sénat, pour ses compétences et son engagement pour la cause des femmes, ce qui en fait la première femme sénatrice catholique belge. Elle est restée sénatrice jusqu’en 1954, année où elle s’est retirée. Malgré sa démission, elle a essayé de faire pression sur le président du PSC-CVP pour que la cooptation reste acquise à une femme, ce qui a permis à Maria de céder sa place à une femme, Jeanne Driessen qui a malgré cela, perdu son siège de cooptée au bénéfice d’un homme, Raf Hulpiau.
Les dernières élections avant la Seconde Guerre mondiale datant du 2 avril 1939 ont ramené quatre élues au Parlement dont Maria Baers. Malgré cela, la présence féminine restait très limitée au Parlement. Sur les six femmes qui ont siégé à la Chambre et au Sénat, seules deux étaient flamandes dont Maria Baers. Ce qui confirmait encore une fois que l’espace politique, surtout parlementaire était un « espace masculin ».
Après la Seconde Guerre mondiale, le suffrage féminin commence même à être revendiqué au plan provincial et au plan législatif. Après plusieurs propositions en faveur du vote féminin, le suffrage législatif féminin est enfin voté à la Chambre et au Sénat. Ainsi, en vertu de la loi du 27 mars 1948, les femmes sont admises au vote, pour l’élection des Chambres législatives. Cependant, malgré le suffrage féminin obtenu, l’arène parlementaire ne s’est pas féminisée et est restée essentiellement masculine.

#### Le Sénat
Il y a eu une grande répartition sexuée des tâches parlementaires pour les fonctions supplémentaires, ce qui a permis à Maria Baers d’occuper la fonction de secrétaire au Sénat, de 1945 à 1954.
Maria Baers était la présidente de la commission de la Santé publique et de la Famille. Elle s’impliquait beaucoup dans les domaines « de la santé publique, de l’éducation, de la législation sociale, de la condition sociale et juridique de la femme ». Elle insistait notamment sur « les conditions de travail des ouvrières, l’hygiène, la formation professionnelle, la protection maternelle, sur la valeur économique du travail ménager » et a même proposé une « rétribution pour la mère au foyer ». Elle se préoccupait également de la distribution et de l’épuration des eaux, de la construction de logements sociaux, de la médecine préventive, du budget familial ainsi que de la formation ménagère.
Elle met ainsi en œuvre des projets de loi visant à interdire le travail des femmes dans les mines et les carrières et à protéger le titre d'assistante sociale. Elle écrit de nombreux rapports, études et articles sur la situation sociale et le travail des femmes. Elle est l'auteur de la loi du 12 juin 1945 sur la protection juridique du titre d'assistant social  et des propositions législatives  concernant le contrat de service du personnel domestique (1939 et 1940) et pour des allocations familiales différenciées pour la mère au foyer (1946 et 1949). En effet, Maria Baers et Jeanne Driessen se sont beaucoup intéressées à la Sécurité sociale. Ainsi après 1946, elles étaient beaucoup intervenues lors des discussions de propositions de loi et de budget.Maria Baers a laissé après elle, un style féminin propre aux femmes mandataires. Elle a apporté « en politique une certaine culture issue du mouvement social féminin ».

### Engagement féministe
Vers 1908, aux côtés de l’abbé F. Bernaerts, Maria Baers s’engage dans les œuvres féminines d’Anvers. En 1912, elle préside le Secrétariat général des unions professionnelles féminines chrétiennes concernant la partie flamande tandis que Victoire Cappe préside la partie francophone. Après la guerre, le Secrétariat général est renommé Secrétariat général des Œuvres sociales féminines chrétiennes.

#### Première école sociale de Belgique
Maria Baers parcourt les villages en ayant pour objectif de rassembler les ouvrières à domicile. La Première Guerre mondiale l’empêche de continuer malgré la poussée croissante syndicale. En effet, la Première Guerre mondiale perturbe l'activité syndicale du Secrétariat général mais représente une opportunité pour une réorganisation intérieure, de sorte qu'après la guerre, le mouvement des femmes chrétiennes sociales se développe fortement et joue un rôle de plus en plus important dans la vie sociale de la Belgique.
Elle décide alors de s’orienter « vers une action éducative », avec Victoire Cappe, notamment en organisant « des cycles annuels de formation religieuse et sociale pour les dirigeantes et les militantes ».
En 1916, Maria Baers organise la première formation pour les œuvres des femmes chrétiennes sociales, avec l'aide du professeur Victor Brants. Les cours suivis par Maria Baers lors de ses études à Mônchen-GIadbach l’ont incité à reproduire des cours similaires sous la forme de formation. Au départ, il s’agit « de cours approfondis de formation sociale et religieuse », qu’elle organise en collaboration avec le professeur Victor Brants. Les cours étaient réorganisés chaque année jusqu'à l'aboutissement de la fondation de l'École normale sociale catholique pour femmes à Bruxelles en 1920, la toute première école sociale de Belgique dans laquelle Maria Baers préside la section flamande. La mission de cette école est de « former des personnes compétentes, profondément croyantes, qui contribueront à la réalisation des réformes socio-économiques de l'après-guerre, conformément à la doctrine sociale chrétienne » (discours d'ouverture de Victoire Cappe).

#### La limitation du travail féminin
Il y a un idéal de « la femme au foyer » soutenu par les mouvements catholiques et les organisations féminines. Ainsi sous la direction de Maria Baers ainsi qu’en accord avec les syndicats chrétiens, les Ligues ouvrières féminines chrétiennes (LOCF) tentent d’obtenir « des mesures pour limiter le travail des femmes mariées ». À partir de 1921, Maria Baers suppose que « le droit au travail de la femme mariée est limité par les devoirs qu’elle a vis-à-vis de ses enfants » et qu’ainsi il est incompatible de lier la maternité et le travail. Mais en février 1934, une proposition de loi sur la limitation du travail des femmes mariées déposée par le sénateur Rutten, a incité le gouvernement « à contingenter le travail des femmes pour résorber le chômage masculin ». Un arrêté-loi du 8 décembre 1934 provoque une « mobilisation féminine » qui aboutit finalement, en juin 1935, à la création d’une Commission du travail féminin, qui est chargée d’étudier les problèmes concernant le travail féminin où Maria Baers représente les œuvres féminines chrétiennes.

#### Au niveau international
Dès 1925, Maria Baers devient active au niveau international. De 1925 à 1952, Maria Baers siège au bureau de l’Union internationale des ligues féminines catholiques où elle préside la commission d’étude du travail féminin.
À partir de 1926, Maria Baers préside la commission de la Confédération internationale des syndicats chrétiens (CISC) qui traite des questions féminines. Elle exerce une grande pression sur le Bureau international du Travail (BIT) pour obtenir « une enquête sur le travail des femmes et un programme précis pour le limiter ». En 1932, elle est nommée « membre correspondante » de la Commission internationale du Travail féminin. En 1933, elle reste combative au Congrès international « sur le travail industriel de la mère et le foyer ouvrier » ainsi qu’en 1937 et 1947, aux Congrès consacrés à « la mère, ouvrière du progrès humain ». En 1937, tout en siégeant au bureau de l’Union internationale des ligues féminines catholiques, Maria Baers présente un rapport aux Journées internationales de l’Union « sur le thème de la restauration de la famille par la suppression du travail salarié des femmes ».

#### La Seconde Guerre mondiale
Pendant l'occupation allemande de la Belgique, Maria Baers est intervenue avec le KVA pour obtenir des concessions concernant la déportation ou le travail obligatoire des femmes.
Lorsque le travail obligatoire est instauré, de nombreuses protestations se manifestent en Belgique. Le Roi Léopold III et le cardinal Van Roey, poussés par Maria Baers, interviennent auprès des autorités allemandes, sans succès. Elle-même agit plus activement . Elle établit une liste de motifs pouvant être évoqués pour dispenser les femmes de la déportation vers l'Allemagne. Cette liste peut être utilisée par ceux qui interviennent pour faire libérer des femmes ou empêcher leur départ. Elle fait pression sur les autorités belges et allemandes pour abolir l'emploi obligatoire des femmes ou du moins relever la limite d'âge. Elle s'appuie notamment sur l'idéologie sexiste des nazis qui prône que la place d'une femme est dans son foyer, avec sa famille.
Grâce à elle et d'autres personnalités qui ont suivi son action, plus aucune femme belge ne sera envoyée en Allemagne à partir du 22 mars 1943. Cependant, toutes celles qui ont déjà été déportées ne vont pas pouvoir revenir tout de suite, d'autres sont mises au travail dans des usines en Belgique et Maria Baers s'évertue à améliorer leur situation. Les femmes domestiques continuent d'être déportées en Allemagne pour y travailler, sans que personne, ni même Maria Baers n'intervienne.

### Engagement syndical

#### Le Secrétariat général des Syndicats des femmes chrétiennes de Belgique
Également connu sous la nom « Secrétariat général des Unions professionnelles féminines chrétiennes », ce secrétariat a vu le jour le 25 juillet 1912. Maria Baers, invitée par le père Perquy, décide de venir à Bruxelles en 1912. Elle est amenée à coopérer avec Victoire Cappe. Finalement, elles fondent le Secrétariat général des Syndicats des femmes chrétiennes de Belgique après « de longues hésitations » puisqu’elles ne s’entendaient pas sur le champ d’application du secrétariat. Maria Baers préside la section néerlandophone et Victoire Cappe, la section francophone. Le 29 septembre 1912, Maria Baers et Victoire Cappe organisent « le premier Congrès Syndical des Femmes » pour donner suite à une résolution dans laquelle elles avaient exprimé leur volonté d’en organiser un chaque année et de « promouvoir des services collectifs ».
Les résolutions prises par les deux collaboratrices se réalisent puisque, dans le courant des années 1912 et 1913, vont avoir lieu « nonante-cinq conférences […], dix réunions de déléguées de syndicats féminins […] »mais également la naissance de « vingt-sept nouveaux syndicats féminins […], regroupant trois mille nouveaux membres ».
Le 20 décembre 1918, celui-ci[pas clair] change de nom est devient le Secrétariat Général des Œuvres Sociales Féminines Chrétiennes. Cette modification est provoquée par « un élargissement progressif du champ d’action »du Secrétariat général. A savoir que Maria Baers et Victoire Cappe avaient rajouté de multiples nouvelles subdivisions qui constituaient l’organisme central du Secrétariat. Il était composé des départements tels que « les ligues féminines, les services féminins des mutualités chrétiennes » mais également de « la Commission intersyndicale féminine, les cercles d’études, l’école sociale, la centrale d’éducation professionnelle et ménagère ».
Victoire Cappe et Maria Baers prônent « une action directe pour la travailleuse » à travers l'organisation de syndicats, une réglementation légale du travail à domicile et la promotion de la formation professionnelle par la création d'apprentissage. Elles encouragent les femmes des classes les plus aisées à s'engager dans le travail social en créant des cercles d'étude où elles peuvent se renseigner sur le problème social et en établissant des contacts entre elles et les travailleurs.
En 1922, Maria Baers devient la déléguée du Secrétariat général au bureau de l’Alliance Nationale des Mutualités Chrétiennes, elle est accompagnée de Berthe Tratsaert. Elles sont choisies afin d’assurer une meilleure représentation des femmes puisqu’elles constituent « une part non négligeable des assurés : en 1924, elles sont 105.000 sur un total de 573.000 affiliés ».

#### La Confédération des syndicats chrétiens
Vers la fin de 1912, la Confédération des syndicats chrétiens (C.S.C.) et le Secrétariat général aboutiront à tirer quelques conclusions des discussions qu’ils ont mené ensemble. La Confédération n’agrée pas « que le syndicalisme féminin soit indépendant ». Cependant, la Confédération et le père Rutten vont saisir l’importance et la « nécessité d’une approche syndicale spécifiquement pour les femmes ».
Après la Première guerre mondiale, Maria Baers va intégrer le Bureau de la Confédération des syndicats chrétiens / Algemeen Christelijk Vakverbond, et en 1921 elle en devient la vice-présidente. Elle accorde une attention particulière à l'éducation des femmes, à leurs conditions de travail, à la reconnaissance du travail de la femme au foyer et à l'hygiène publique.
En 1925 et 1926, la Bureau décide de faire intégrer différentes organisations féminines au sein même de la C.S.C. Victoire Cappe, la collaboratrice de Baers décède l’année d’après, en 1927. Maria et la Confédération montraient leurs oppositions au travail féminin, de sorte que le Secrétariat général avait promis de se mobiliser pour « faire de la propagande syndicale dans ses organes de presses » et les articles publiés tendaient à démontrer davantage les inconvénients que présente le travail de la femme. Cela était possible moyennant la coordination entre le Secrétariat général et la C.S.C qui se faisait par le biais de Maria Baers. Elle fut désignée en tant que porte-parole des femmes travailleuses, à la suite de la crise de la fin des années 20 qui a provoqué une mobilisation plus importante des mains d’œuvre féminines.  
Maria Baers et la Confédération travaillent en étroite collaboration avec le Mouvement ouvrier chrétien / Algemeen Christelijk Werknemersverbond, dont le KAV fait partie, et avec des hommes politiques tels que Cyrille Van Overbergh, Prosper Poullet, Paul Tschoffen et Edmond Rubbens.

#### Action internationale

Visite de Maria Baers au Sénat fédéral du Brésil, en 1949.

En 1919, à Washington se déroule le Congrès de fondation de l’Organisation internationale du Travail, Baers y participera notamment grâce à « sa notoriété comme expert en questions sociales ». Cette notoriété lui vaudra la participation en tant que déléguée à la casi totalité des congrès internationaux. Mais également le fait d’être « membre des principaux organismes internationaux » axés sur la question sociale, à savoir qu'en 1939, Maria Baers est membre, pour la Belgique, du Comité des questions sociales de la Société des Nations.
En 1921, à Bruxelles, a lieu la première Conférence internationale des ouvrières chrétiennes, Maria Baers y assistera et exposera ses positions « sur le problème du travail féminin ».
À partir de 1925, Maria devient active au niveau international. Elle devient membre de l'Union catholique internationale pour le travail social, dont elle devient secrétaire générale en 1927 et présidente en 1950.
Maria Baers est très active au sein de la Confédération internationale des syndicats chrétiens (CISC) et fait partie du bureau de l'Union internationale des ligues féminines catholiques de 1925 à 1952.
Avec Victoire Cappe, Marie-Elisabeth Belpaire et Isidoor Maus, elle prend l'initiative de créer, en 1925, une Union catholique internationale de service social (UCISS) qui regroupe les écoles et associations catholiques pour assistants sociaux.
En 1946, elle est cofondatrice du Haut Conseil de la Famille et en devient vice-présidente jusqu'en 1953.

#### La Première Guerre mondiale
Les activités syndicales seront totalement bouleversées par la Première Guerre mondiale, à savoir qu’elles cesseront pendant plusieurs mois. Cependant, Maria Baers et Victoire Cappe s’apercevront que la guerre a touché majoritairement les syndicats masculins. L’activité syndicale du Secrétariat général a été épargnée de la guerre, les deux collaboratrices y verront donc une opportunité pour une réorganisation intérieure du Secrétariat général des Syndicats des femmes chrétiennes de Belgique. De sorte qu’après la guerre, le mouvement des femmes chrétiennes sociales se développe fortement et joue un rôle de plus en plus important dans la vie sociale de la Belgique.
Le nombre de chômeurs et de femmes contraintes à travailler pour savoir nourrir leur famille augmente considérablement pendant la guerre. Face à cette situation, le Secrétariat Général sous l’influence de Maria Baers, va déployer toutes les mesures possibles à fin d’assurer la protection des personnes, notamment par « des services du Comité National de Secours et d’Alimentation ».Cependant, le Secrétariat général utilisera cette situation de crise comme opportunité idéale afin d’attirer l’attention des femmes travailleuses sur leur éducation. Ainsi il proposera « toute une série d’activité de formations, dont elles ne se souciaient guerre auparavant », de plus en plus de cercles d’études et de bibliothèques publiques voient le jour. Mais également « des cours de pratique ménagères », sont organisés pour initier la femme à son futur rôle de maman et d’épouse.

#### L'après Seconde Guerre mondiale
Maria Baers continue de s’investir dans la question sociale en réalisant « toujours plus de voyages à l’étranger », et ce pour participer aux divers et multiples congrès, conférences agencés par différents organismes tels que le Conseil économique et social des Nations unies, la Conférence internationale de Service social ou la Conférence des Organisations catholiques internationales.
Elle s'implique à nouveau en faveur des pays en développement, en particulier au Congo et en Amérique du Sud, où elle soutient l'action sociale et la formation des travailleurs sociaux de terrain.
En 1946, elle est cofondatrice du Haut Conseil de la Famille et en devient vice-présidente jusqu'en 1953.
Maria Baers décède le 30 décembre 1959 à Bruxelles et a été enterrée au Sint-Fredeganduskerkhof à Deurne.
Marguerite De Riemaecker-Legot, qui sera la première femme ministre de Belgique et pour qui Maria Baers avait été une mentore, prononce son éloge funèbre.

## Distinctions
Une ASBL « Fonds Maria Baers » a été créée le 16 mars 1961, dans le but de préserver la mémoire de sa personne. Elle reverse tous les 2/3 ans une somme d’argent afin de soutenir des recherches ou études qui ont été réalisées à propos des accomplissements de Maria Baers.
Maria Baers a également reçu les distinctions suivantes : 
- Chevalier de l'ordre de la Couronne.
- officier de l'ordre de Léopold
- décorée de la Croix Pro Ecclesia et Pontifice.

En 1949, elle est nommée Doctor honoris causa en sciences juridiques et sociales de l'université de Santiago (Chili).

## Hommages
Un auditorium de la Communauté flamande à Bruxelles porte le nom de Maria Baers.
Un timbre poste de 7 Francs belges à son effigie est édité en 1970, dessiné par Luc De Decker et Jean De Vos.
Une rue de Gand (Wondelgem) porte son nom.